# Eucithara celebensis
Eucithara celebensis é uma espécie de gastrópode do gênero Eucithara, pertencente à família Mangeliidae.